# Торнадо трёх штатов
В среду, 18 марта 1925 года, произошла одна из наиболее смертоносных вспышек торнадо в зарегистрированной истории Земли. Вспышка произвела по крайней мере 12 серьёзных торнадо и охватила большую часть Среднего Запада и Юга Соединённых Штатов. В целом не менее 750 человек погибли и более 2298 получили ранения, что сделало день 18 марта самым смертоносным днём торнадо, а 1925 год самым смертоносным годом торнадо в истории США и Северной Америки. В тот день было несколько разрушительных торнадо в Теннесси, Кентукки и Индиане, а также значительные торнадо в Алабаме и Канзасе. Помимо подтверждённых торнадо, несомненно, были и другие с меньшими воздействиями, но их происхождение потеряно для истории.
Вспышка включала в себя торнадо трёх штатов (англ. Tri-State tornado; также известный, как «Великий торнадо трёх штатов» (англ. «The Great Tri-State tornado»)), который прошёл расстояние в 219 миль (352 км) через Миссури, Южный Иллинойс и Индиану; в трёх штатах погибло около 700 человек и было полностью уничтожено несколько городов. Он был самым продолжительным торнадо в истории (три с половиной часа жизни), самым смертоносным в истории Северной Америки и Соединённых Штатов, а также занимает второе место во всём мире по количеству жертв (уступая только торнадо в Бангладеш в 1989). Современный метеорологический повторный анализ показал, тем не менее, что из-за чрезвычайно большой длины пути и продолжительности, которая указана в исторических отчётах, более вероятно, в тот день произошли несколько торнадо, а не один непрерывный. Он признан большинством экспертов как торнадо F5, максимальный уровень повреждений по шкале Фудзиты.

## Предыстория
В ходе шестилетнего обзорного исследования торнадо трёх штатов, опубликованного в 2013 году, были получены новые данные о поверхности и верхних слоях атмосферы, а также использован метеорологический ре-анализ, что значительно расширило знания о синоптическом и даже мезомасштабном фоне этого события. С конца зимы до начала весны 1925 года на большей части территории центральной части Соединённых Штатов было теплее и суше, чем обычно. По-видимому, на западе США наблюдалась устойчивая волнистость с барическая ложбиной над центральной частью страны.
В 7:00 утра CST (14:00 UTC) 18 марта область низкого давления переместилась на северо-восток Оклахомы, в то время как тёплый фронт двинулся на север в зону циркуляции, где фронт затем распространился на восток. Морской полярный холодный фронт распространился на юго-запад через восточный Техас, а сухая линия сформировалась непосредственно к югу от области низкого давления. Температура поверхности в тёплом секторе вблизи сухой линии и тёплого фронта составляла 16–21 °C (60–70 °F), с более высокими значениями на юге и увеличением со временем по мере того, как углубляющаяся область низкого давления продолжала притягивать воздух из Мексиканского залива. Это привело к нестабильному воздуху и более низким основаниям облаков, что благоприятствует возникновению торнадо. От юго-востока Канзаса до Кентукки и Индианы ранние утренние ливни и грозы к северу от низкого и тёплого фронта охлаждали и стабилизировали этот воздух, замедляя продвижение фронта на север и приводя к резкому перепаду температур с севера на юг. Вдоль сухой линии на поверхности, которая редко встречается на востоке вплоть до реки Миссисипи, очевидный «сухой удар» воздуха на высоте приводил к дальнейшему усилению нестабильности. В то же время инверсия, вероятно, влияла на штормы в тёплом секторе, оставляя суперъячейку торнадо трёх штатах нетронутой близлежащей конвекцией.
К 14:00 CST (20:00 UTC) 18 марта 1925, линии сильных гроз находились на большей части Среднего Запада и Юга страны. Суперъячейка торнадо трёх штатов, по-видимому, всё ещё была изолированной, при этом сильный шторм был недалеко от Кейро, Иллинойс.
К 18:00 CST (00:00 UTC), циклон находился над восточной частью штата Миссури и двигался на северо-восток. В 19:00 CST (01:00 UTC) циклон находился недалеко от Индианаполиса, Индиана, с многочисленными грозами к востоку и югу от его центра и шквальной линией, продвигающейся на юго-восток США. Холодный воздух, движущийся за сильным холодным фронтом, подпитывал циклон, и снег и мокрый снег выпадали от восточной Айовы до центрального Мичигана. В 7:00 CST 19 марта, циклон быстро двигался на северо-восток в Канаду.

## Подтверждённые торнадо
В сумме, не менее 12 торнадо произошли в США 18 марта 1925 года.
| Подтверждённые торнадо по шкале Фудзиты | Подтверждённые торнадо по шкале Фудзиты | Подтверждённые торнадо по шкале Фудзиты | Подтверждённые торнадо по шкале Фудзиты | Подтверждённые торнадо по шкале Фудзиты | Подтверждённые торнадо по шкале Фудзиты | Подтверждённые торнадо по шкале Фудзиты | Подтверждённые торнадо по шкале Фудзиты |
| --------------------------------------- | --------------------------------------- | --------------------------------------- | --------------------------------------- | --------------------------------------- | --------------------------------------- | --------------------------------------- | --------------------------------------- |
| FU                                      | F0                                      | F1                                      | F2                                      | F3                                      | F4                                      | F5                                      | Всего                                   |
| 3+                                      | ?                                       | ?                                       | 2                                       | 4                                       | 2                                       | 1                                       | 12+                                     |

| F# | Города | Округ | Штат                       | Время (UTC) | Длина пути        | Макс. ширина     | Ущерб      |
| -- | --- | --- | -------------------------- | ----------- | ----------------- | ---------------- | ---------- |
| F2 | Дэринг | Монтгомери | Канзас                     | 11:10–?     | Неизвестно        | Неизвестно       | Неизвестно |
| F2 | Этот торнадо разрушил пару сараев и заправочную станцию. Веранды также были сорваны с домов . | |                            |             |                   |                  |            |
| FU | Мур и Джексон | Шаннон | Миссури                    | 18:40–?     | Неизвестно        | Неизвестно       | Неизвестно |
| FU | Этот торнадо вероятно был членом семьи торнадо трёх штатов . | |                            |             |                   |                  |            |
| F5 | от Эллинктона, Миссури, до Мерфисборо, Иллинойс, до Отсвилла, Индиана | Ренолдс (MO), Айрон (MO), Мадисон (MO), Боллинджер (MO), Перри (MO), Джэксон (IL), Уильямсон (IL), Франклин (IL), Гамильтон (IL), Уайт (IL), Пози (IN), Гибсон (IN), Пайк (IN) | Миссури, Иллинойс, Индиана | 18:45–22:30 | 219 миль (352 км) | 2650 yd (2420 м) | 17 000 000 |
| F5 | 695 смертей — смотрите раздел об этом торнадо — это самый смертоносный и продолжительный торнадо в истории Соединённых Штатов и Северной Америке. В Иллинойсе погибло 588 человек, а в Индиане – 95, что делает этот торнадо самым смертоносным в обоих штатах . | |                            |             |                   |                  |            |
| FU | Петерсбург | Пайк | Индиана                    | Неизвестно  | Неизвестно        | Неизвестно       | Неизвестно |
| FU | Этот торнадо вероятно был членом семьи торнадо трёх штатов . | |                            |             |                   |                  |            |
| F4 | от Макпорта до Юга Луисвилля | Гаррисон (IN), Джефферсон (KY) | Индиана, Кентукки          | 22:15–?     | 18 миль (29 км)   | 1200 yd (1100 м) | 150 000    |
| F4 | 4 смерти – большой, сильный торнадо обрушился на 27 ферм в Индиане, многие из которых были серьёзно повреждены; некоторые фермы были полностью уничтожены, особенно вблизи Лаконии и Элизабет, Индиана. В Лейкленде был разрушен многоэтажный кирпичный дом. 60 человек были ранены . | |                            |             |                   |                  |            |
| F2 | Северо-запад Литтлвилла | Колберт | Алабама                    | 22:42–?     | 12 миль (19 км)   | 60 yd (55 м)     | 15 000     |
| F2 | 1 смерть – этот торнадо разрушил магазин, заправочную станцию и пару жилых домов. 12 человек получили ранения . | |                            |             |                   |                  |            |
| F4 | от Бак Лоджа, до Вестморлэнда, Теннесси, до Бомоунта, Кентукки | Самнер (TN), Мейкон (TN), Аллен (KY), Баррен (KY), Монро (KY), Меткаф (KY) | Теннесси, Кентукки         | 23:00–?     | 60 миль (97 км)   | 400 yd (370 м)   | >300 000   |
| F4 | 41 смерть – К северу от Галлатина, Теннесси, началась экстремально сильная семья торнадо. Во многих населенных пунктах были разрушены дома и церкви, а некоторые из них были сметены с лица земли. В Теннесси произошло по меньшей мере 29 смертей, восемь из них - в одной семье, еще 50 человек получили ранения. Этот торнадо, возможно, достигало интенсивности F5 в одной или нескольких точках и считается одним из самых мощных торнадо в Среднем Теннесси за всю историю наблюдений. Расчленённые тела были найдены в сотнях ярдов от домов, и во многих местах была вырвана земля с корнем. Несмотря на пересечённую местность, торнадо оставалось таким же сильным на склонах холмов, как и в долинах, уничтожая целые леса. В Кентукки торнадо унесло жизни четырех человек недалеко от Холланда и еще восьми - недалеко от Бомонта. Всего на протяжении всего пути пострадали 95 человек . | |                            |             |                   |                  |            |
| F3 | от Востока Луисвилля до Пивии Волей | Джефферсон, Олдем | Кентукки                   | 23:00–?     | 10 миль (16 км)   | Неизвестно       | Неизвестно |
| F3 | 3+ смерти – Этот торнадо, вероятно, возник в результате того же шторма, что и торнадо F4 Макпорт–Луисвилль. Было разрушено по меньшей мере 12 домов, три из которых были многоэтажными, в том числе трехэтажный кирпичный дом. У других строений и амбаров также были вырваны крыши. 40 человек получили ранения. Число жертв, возможно, было больше . | |                            |             |                   |                  |            |
| F3 | от Запада Мариона до Лексингтона | Марион, Вашингтон, Мерсер, Джессамин, Фейетт, Бурбон | Кентукки                   | 23:30–?     | 60 миль (97 км)   | 300 yd (270 м)   | Неизвестно |
| F3 | 2 смерти – Вероятная семья торнадо прошла недалеко от Спрингфилда. В округе Вашингтон было разрушено множество строений, в том числе полностью чёрный квартал Джимтаун. Также были разрушены сельские фермы и амбары, в том числе, по крайней мере, один большой многоэтажный дом. Возможно, в одной или нескольких точках на пути повреждения достигли уровня F4. 40 человек получили ранения . | |                            |             |                   |                  |            |
| F3 | от Запада Колледж Гроув до Киркленда | Уильямсон, Ратерфорд | Теннесси                   | 23:45–?     | 20 миль (32 км)   | 200 yd (180 м)   | 30 000     |
| F3 | 1 смерть – Торнадо нанёс значительный ущерб в Киркленде. Также были разрушены или повреждены амбары и восемь небольших домов. Сообщается, что в некоторых местах всё было вырвано с корнем. Девять человек получили ранения . | |                            |             |                   |                  |            |
| FU | от Монро до Вернона | Вашингтон, Джэксон | Индиана                    | 23:46–?     | 20 миль (32 км)   | Неизвестно       | Неизвестно |
| FU | Этот большой торнадо было скорее всего продолжением семьи торнадо трёх штатов. Торнадо нанёс серьёзный ущерб домам и ранил несколько человек . | |                            |             |                   |                  |            |
| F3 | от Юнионвилля до Фостервилля | Бедфорд, Ратерфорд | Теннесси                   | 00:10–?     | 12 миль (19 км)   | 300 yd (270 м)   | Неизвестно |
| F3 | 4 смерти – По крайней мере 10 домов были уничтожены, и 15 человек получили ранения . | |                            |             |                   |                  |            |

## Торнадо трёх штатов

### Миссури
Торнадо был впервые замечен как весьма небольшая воронка в труднодоступных лесистых холмах Городка Мур, в округе Шеннон, Миссури, приблизительно в 12:40 CST. Однако это скорее всего не был торнадо трёх штатов, который начался пятью минутами позже. Первая смерть от торнадо произошла около 13:01 CST (19:01 по UTC), когда фермер был застигнут врасплох к северо-западу от Эллингтона.
Шторм мчался на северо-восток, и вошёл в округ Айрон, обрушившись на шахтёрский город Аннаполис. В считанные минуты два человека погибли, а 90% города было уничтожено. Затем торнадо обрушился на шахтёрский городок Леаданна, где были разрушены горнодобывающая техника и несколько сооружений. Затем он перебралось в малонаселённые районы округа Мадисон к югу от Фредериктауна, где около перевала Чероки торнадо начал усиливаться.
В округе Боллинджер 32 ребёнка были ранены, когда шторм разрушил две школы. Несколько домов и ферм были полностью разрушены недалеко от Ликсвилля, где погибли фермер и двое детей, а третий ребёнок скончался от полученных травм через неделю после торнадо. Почва была вырвана с корнем возле города Седжвиквилл. Торнадо унёс листы железа на расстояние до 80 километров (49 миль).
Войдя в округ Перри, торнадо, как сообщается, образовало двойную воронку, когда шторм обрушился на город Биле, разрушив множество домов в городе и вокруг него и убив двух человек. В округе Бразо фермер был тяжело ранен и скончался четыре дня спустя. Многие другие дома и фермы также были полностью разрушены рядом с городом Фрохна, где одна женщина погибла, а другая скончалась от полученных травм десять дней спустя. Всего в штате Миссури погибло как минимум 12 человек и ещё 200 получили ранения.

### Иллинойс

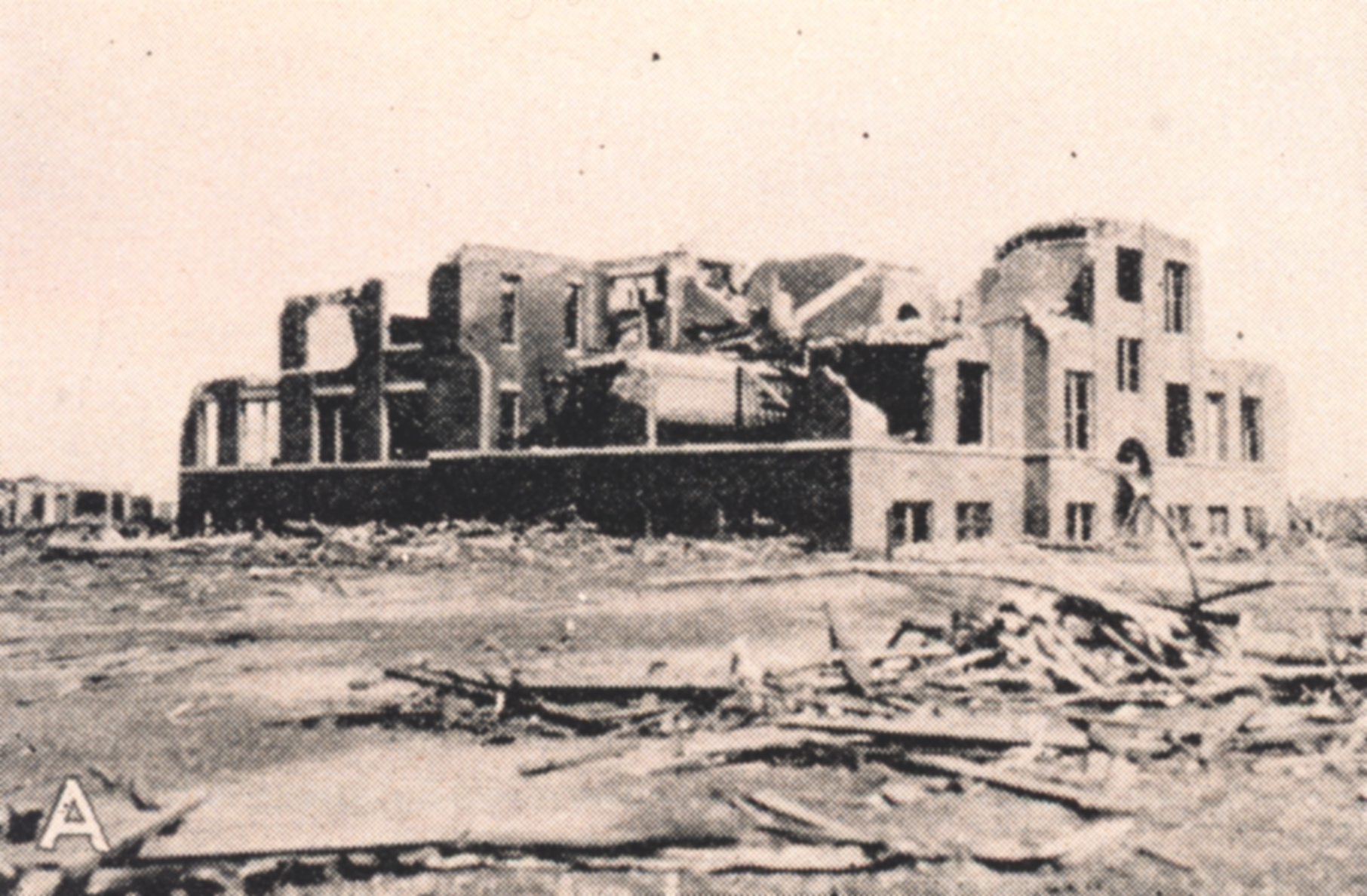
Повреждения школы «Лонгфелло» в Мерфисборо, Иллинойс, где 17 учеников погибли.

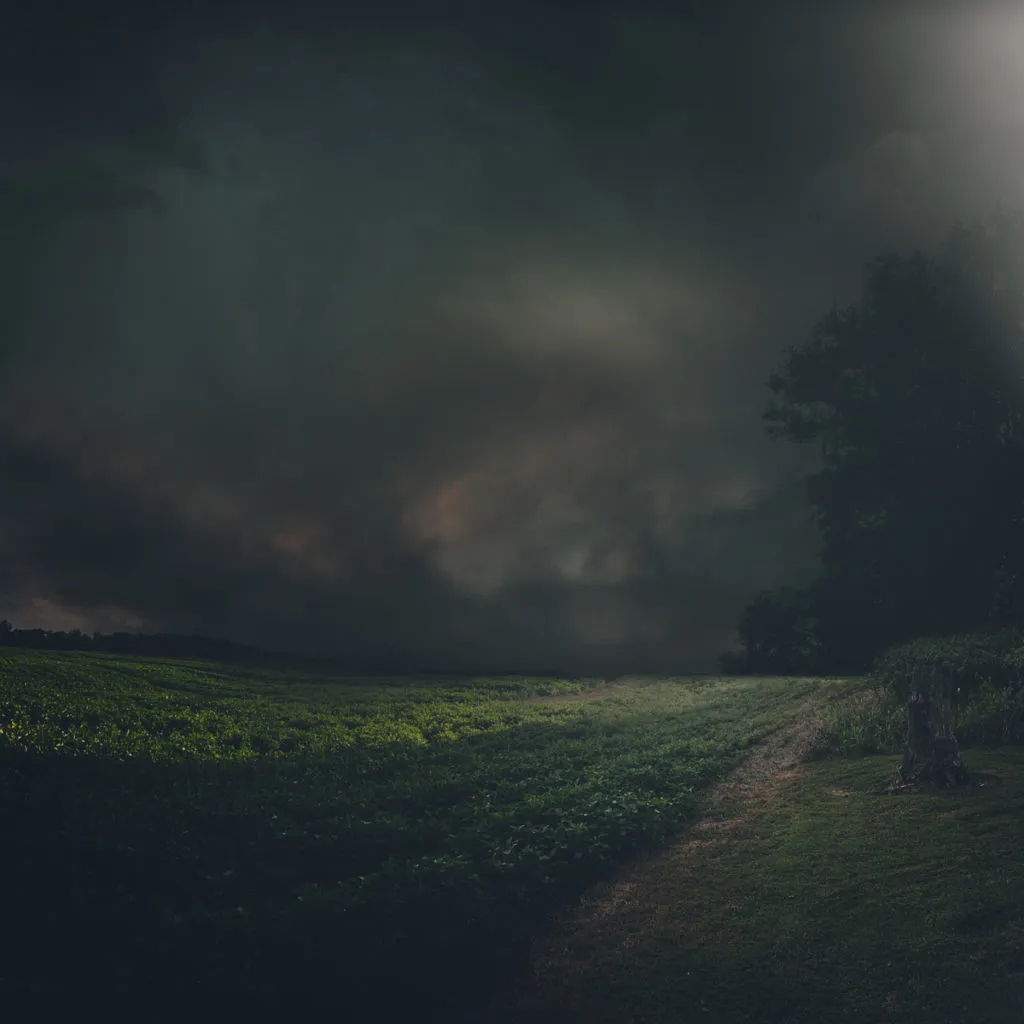
Художественная реконструкция того как могло выглядеть торнадо трёх штатах, когда оно приближалось к Школе Ньюман, в нескольких милях к северо-западу от города Кармай, Иллинойс.

Затем торнадо пересёк реку Миссисипи перейдя в Южную часть штата Иллинойс, вырывая деревья и землю в сельской местности, прежде чем обрушится на Горхэм в 14:30 по CST (20:30 UTC) практически уничтожив весь город. Почти все строения в Горхэме были разрушены или повреждены, а железнодорожные пути, как сообщается, были вырваны с земли. Более половины населения города погибло или было ранено; 30 человек погибли во время торнадо и 170 получили ранения, шестеро из которых позже скончались.
Двигаясь на северо-восток со средней скоростью от 100 до 117 км/ч (от 62 до 73 миль в час), торнадо уничтожал всё шириной в одну милю (1,6 км), когда шторм обрушился на город Мерфисборо, который был известен как центр отгрузки угля. Торнадо разрушил всё, кроме крайней юго-восточной части города, где во многих густонаселённых кварталах рабочего класса люди могли наблюдать развивающиюся трагедию и уничтожения города.
Десятки домов и многие другие строения были повреждены или разрушены по всему городу, в том числе железнодорожный цех M&O, где погибли 35 человек. Школы в этом районе также были разрушены: 17 учеников были убиты в школе Лонгфелло, а ещё девять в школе Логан. После прохождения торнадо, в завалах вспыхнули большие пожары, и некоторые люди сгорели заживо, а те кто смогли выжить, получили ожоги. В общей сложности 188 человек погибли в Мерфисборо, в том числе по меньшей мере 20 человек, личность которых так и не была установлена. Официальное число раненых было 623 человека, хотя некоторые другие источники утверждают, что оно могло быть больше. 46 из раненых позже скончались, в результате чего число погибших в результате шторма в Мерфисборо составило 234 человека, что на сегодняшний день является рекордом по количеству жертв в результате торнадо среди всех городов США.
Затем торнадо обрушился на фермерский городок Де Сото, который был практически полностью уничтожен. Непосредственно в результате торнадо погибли 56 человек, ещё 105 получили ранения, пятеро из которых позже скончались, а многие дома были снесены с лица земли. В результате частичного обрушения школы в Де Сото погибло 33 ученика, что всё ещё является самым большим числом смертей в одной школе в истории США. В Де Сото также погиб заместитель шерифа округа Джексон Джордж Боланд. Он патрулировал, когда обрушился шторм, и торнадо подняло его с земли, и он исчез в воронке; его тело никогда не было найдено.
После того, как он покинул Де Сото, торнадо прошёл по северо-западному углу округа Уильямсон, едва не разрушив город Хёрст, прежде чем войти в небольшую деревню Буш. Несколько домов были уничтожены и сообщается, что тяжёлые железнодорожные оси были подняты и разбросаны по железнодорожном путям. Торнадо убило 10 человек в Буше и его окрестностях и ранил ещё 37 человек, четверо из которых позже скончались.
Двигаясь на восток, торнадо вошёл в округ Франклин, немного задев города Роялтон и Зиглер, опустошив сельские районы, убивая 25 человек, 20 из которых погибли в тот день, а ещё пять скончались от травм в ближайшие дни. Затем, торнадо направилось к большому горнодобывающему городку Западному Франкфорту. Торнадо обрушился на северо-западную часть города, где, подобно тому, что наблюдалось в Мерфисборо, торнадо обрушилось на несколько густонаселённых районов, предприятий и горнодобывающих зданий. Шахта Ориент пострадала серьёзно, а к востоке от города железнодорожная эстакада была сорвана с её опор, а 91 метр (300 футов) железнодорожных путей были оторваны от земли и унесены штормом. Торнадо унёс 81 жизнь в Западном Франкфурте, и ранил 410 человек, из которых 21 позже скончались, в результате чего число погибших в городе достигло 102.
Несколько небольших шахтёрских деревень в этом районе были стёрты с лица земли, что привело к многочисленным жертвам. В Колдуэлле, шахтёрской деревне к северо-востоку от Западного Франкфурта, во время шторма погибли 24 человека, а двое раненых скончались позже. Самая тяжёлая потеря, которая случилась для одной семьи, была понесена кладовщиком Исааком «Айком» Карнесом (англ. Isaac 'Ike' Karnes), который потерял 11 членов семьи; жена Карнеса, замужняя дочь и её муж, невестка и семь внуков в возрасте от новорождённых до семи лет, погибли в результате торнадо.
Торнадо продолжил движение на северо-восток, полностью разрушил небольшой городок Пэрриш, убив 28 человек и ранив 60, пятеро из которых позже погибли, в результате чего число погибших в Пэррише достигло 33. Разрушение города было настолько серьёзным, что многие жители и предприятия переехали, и город никогда не был восстановлен. Торнадо продолжал разрушать и другие сельские районы в восточной части округа, унеся ещё шесть жизней. В целом торнадо унёс жизни 192 человек в округе Франклин, при этом 159 человек погибли моментально, а ещё 33 человека умерли от ранений в последующие недели.
Когда шторм пронёсся через округ округ Гамильтон к югу от Маклинсборо, торнадо достиг своей максимальной ширины в 2,4 километра (1,5 мили). Десятки ферм и домов были полностью разрушены, 28 человек погибли, ещё девять раненых позже скончались. В округе Уайт 17 человек погибли, 11 раненых позже скончались, а торнадо пронёсся всего в двух милях к северу от города Кармай, едва не разрушив города Энфилд и Кроссвилл, обойдя каждый из них менее чем на милю.

### Индиана

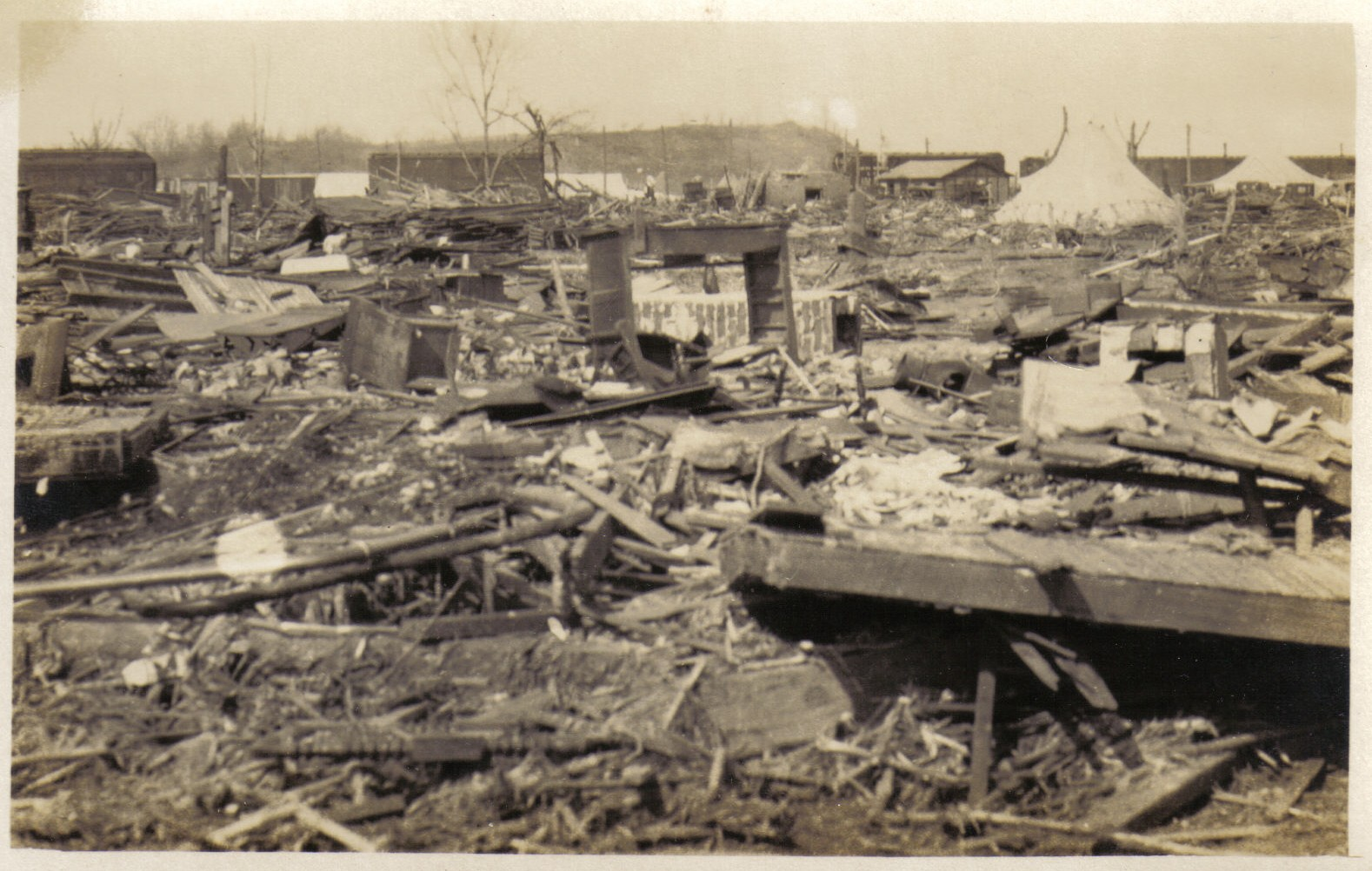
Руины города Гриффин, в Индиане, где 46 человек погибли.

Пересекая реку Уобаш к северу от Нью-Хармони, торнадо зашёл в Индиану. Торнадо обрушился на самый северный край округа Пози и полностью разрушило город Гриффин, где все строения были повреждены, а многие были полностью уничтожены; 41 человек погиб в Гриффине и в прилегающих районах, ещё 202 были ранены, а пять умерли позже, в результате чего число погибших в Гриффине составило 46 человек.
Покинув Гриффин, торнадо сделал небольшой поворот на северо-восток, когда он обрушился на округ Гибсон, разрушив сельские районы и уничтожив северо-западную часть Оуэнсвилля, в результате чего девять человек погибли. Затем торнадо обрушился на большой заводской город Принстон, разрушив большую часть южной части города, в результате чего 38 человек погибли и 152 получили ранения, шесть из которых позже скончались. Большинство районов Принстона были полностью уничтожены, а фабрика Heinz была серьёзно повреждена. Торнадо прошёл ещё более 16 километров (10 миль) на северо-восток, зашёл в округ Пайк и рассеялся, примерно в 16:30 по CST, недалеко от Отсвилла. В Индиане погибло не менее 95 человек. 

## Последствия

### Связанные погодные явления
Сообщалось о суровой погоде на обширной территории, которая включала районы Оклахомы, Мичигана, Пенсильвании, Западной Вирджинии и Онтарио. Поступали многочисленные сообщения о граде и экстремально сильном ветре, при этом был зафиксирован град диаметром до 4.5 дюйма (11 см). Там также были сильные грозы, происходившие на востоке до Огайо, на юго-западе до Луизианы и на юго-востоке до Джорджии.

### Жертвы
Немедленно после торнадо, больницы от Сент-Луиса до Эвансвилла были переполнены ранеными и умирающими, поскольку в результате шторма пострадали более 2000 человек, 105 из которых позже скончались от полученных травм. В Миссури поезда с гуманитарной помощью доставили наиболее тяжелораненых на север, в Сент-Луис, в то время как остальные были отправлены в больницы в Перривилле и на мысе Жирардо. В Горэме, где пострадала половина населения города, Тихоокеанская железная дорога Миссури доставила большую часть раненых на север, в Восточный Сент-Луис, а остальных на юг, в Кейро.
Городская больница в Мерфисборо, где несколько сотен человек получили ранения, была плохо оборудована для оказания помощи пострадавшим, из-за чего сотни людей были отправлены поездом в другие города, как только пути были расчищены. Наиболее серьезно пострадавшие были отправлены поездом в больницу Барнса в Сент-Луисе. Для большинства раненых, умирающих из Мерфисборо университетский городок Карбондейл, расположенный примерно в семи милях к юго-востоку, стал надежным убежищем. В сильном разрушенном Де Сото, где пострадавшие были распределены в трех разных направлениях, воцарился хаос. Помощь пострадавшим от торнадо в Пэррише пришла из Томпсонвилля, расположенного в трех милях к юго-востоку, где бригада железнодорожников Центральной железной дороги Иллинойса во главе врачами из Айовы направила поезд прямо в разрушенную деревню. Поезд был до отказа загружен мертвыми, ранеными и умирающими, прежде чем отправиться на северо-запад, в больницу в Бентоне.
Шторм забрал свою последнюю жертву 3 января 1926 года, когда Жерве Берджесс, 46-летний шахтер из Западного Франкфурта, скончался от травм, полученных в результате торнадо. В дополнение к погибшим и раненым, тысячи людей остались без крова и еды. Вспыхнули пожары, что усугубило ущерб. Поступали сообщения о мародерстве и краже, в частности имущества погибших. Восстановление в целом шло медленно, и все эти события нанесли серьезный удар по региону.
В итоге, 695 человек были подтверждены мёртвыми—588 в Иллинойсе, 95 в Индиане, и двенадцать в Миссури—немедленно сделав этот торнадо смертоноснейшим в истории страны. Три штата, 14 округов и более 19 населенных пунктов, четыре из которых были фактически стерты с лица земли (а многие из этих и других сельских районов так и не были восстановлены), оказались на пути торнадо, который продолжался рекордные три с половиной часа. Торнадо трёх штатов разрушил около 15 000 домов. Общий ущерб был оценен в 16.5 миллионов долларов по состоянию на 1925 год; с поправкой на рост населения/благосостояния и инфляцию, ущерб составил бы приблизительно 1.4 миллиарда долларов, если такое торнадо случилось бы в 1997 году.
В девяти школах в трех штатах погибло 69 учеников. Было разрушено больше школ и погибло больше учеников, чем при любом другом торнадо в истории США. Также был установлен рекорд по смертоноснейшему школьному инциденту в истории страны, когда 33 ученика погибли в Де Сото, Иллинойс. Если считать тех, кто возвращался домой из школ, и тех, кто умер в школах, число погибших учеников было 72, ведь примерно треть жертв торнадо были детьми.

### Метеорология
По данным Национальной Метеорологической Службы, не существует никаких фотографий или видео с изображением торнадо трёх штатов. Свидетели часто описывали торнадо как "бесформенный катящийся туман" или "кипящие облака на земле", что вводило в заблуждение обычно ориентирующихся в погоде владельцев ферм (а также людей в целом), которые не чувствовали опасности до тех пор, пока не стало слишком поздно. Сообщается также, что воронка иногда была покрыта большим количеством пыли и мусора, что, вероятно, скрывало ее и делало менее узнаваемой. К тому времени, когда торнадо обрушился на Западный Франкфурт, родительская суперъячейка, по-видимому, перешла в категорию с высоким уровнем осадков, что означает, что при приближении торнадо его было не так хорошо видно, поскольку оно часто был окутан проливным дождем и градом. Это было экстремальное торнадо, в котором, по оценкам современных метеорологов, скорость ветра некоторых местах достигала 480 км/ч (300 миль в час или 133 метра в секунду). Торнадо также временами имел необычный вид, отчасти из-за своих размеров, а в одном месте в Миссури оно был шириной в 2.4 километра (полторы мили), и имело низкое основание облаков своей родительской грозы. Торнадо часто сопровождалсь сильными нисходящими ветрами на протяжении всего его пути; сопровождающий его нисходящий ветер периодически увеличивал ширину разрушений наносимых штормом.
Всё ещё существует неопределенность относительно того, представляют ли первоначально признанные сообщения о 352 км (219-мильном) пути, пройденном за три с половиной часа, одно непрерывное торнадо или несколько независимо отслеживаемых торнадо, которые были семьёй торнадо. Из-за нехватки поддающихся проверке метеорологических данных, относящихся ко времени события, и очевидного отсутствия каких-либо фотографий, в последующие годы, были высказаны сомнения в правдоподобности вывода о том, что причиной катастрофы было одно торнадо. Никогда не было сделано никаких официальных окончательных выводов, и полное понимание того, что произошло в тот день, остается неизвестным . Современный метеорологический консенсус , касающийся динамики торнадо и суперъячеек, предполагает, что единичное торнадо, длящееся так долго, крайне маловероятно. Было несколько более современных случаев, когда было зарегистрировано экстремально долгое торнадо, однако чаще всего повторный анализ показывал, что это были несколько торнадо, а не одно непрерывное.
В 2001 году эксперт по торнадо Том Гразулис написал, что первые 97 км (60 миль) пути, вероятно, были результатом двух или более торнадо, и что отрезок в 253 км (157 миль) по-видимому, был непрерывным. В исследовании 2013 года с умеренной степенью уверенности был сделан вывод о том, что отрезок протяженностью 280 км (174 мили) от центрального округа Мэдисон, Миссури, до округа Пайк, Индиана, был результатом одного непрерывного торнадо, и с высокой степенью уверенности было установлено, что отрезок протяженностью 243 км (151 мили) от центрального округа Боллинджер, Миссури, до западного округа Пайк, Индиана, было результатом одного непрерывного торнадо. Первая дистанция стала бы рекордом для самого длинного зарегистрированного пути торнадо, но вторая уступила бы 266-километровому (165-мильному) пути торнадо в Западном Кентукки, еще одного чрезвычайно продолжительного и сильного торнадо, которое произошло 10 декабря 2021 года. Хотя данные о длине пути от 243 до 280 км (от 151 до 174 миль) считаются, скорее всего, непрерывными исключительно потому, что наблюдения были достаточно плотными, в то время как данные о длине пути в 352 км (219 миль) от округа Рейнольдс, Миссури, до округа Пайк, Индиана, было несколько пробелов, в которых отсутствовали свидетельства очевидцев и сообщения о разрушениях, в первую очередь из-за отсутствия населенных пунктов, но это вполне могло быть непрерывный торнадо, поскольку в отчетах прослеживалось постоянное направление, что указывает на единый торнадо.

### Комментарии
1. 1 2  В США, вспышка торнадо (Англ. tornado outbreak) обычно определяется как серия по меньшей мере шести торнадо (их число иногда незначительно варьируется в зависимости от местной климатологии) происходящих с интервалом не более шести часов между первым и последним торнадо. Последовательность вспышек торнадо (Tornado outbreak sequence) определяется как период продолжительностью не более двух (одного) дней подряд без по крайней мере одного значительного (F2 или более сильного) торнадо[1].
2. ↑  Для последовательности время указано в UTC, однако дата указана по местному времени.
3. ↑  До 1994, указывалась только среднестатистическая ширина торнадо.[13]